# 엄사중학교
엄사중학교(奄寺中學校)는 대한민국 충청남도 계룡시 엄사면 엄사리에 있는 공립 중학교이다.

## 학교 연혁
- 1997년 1월 13일 : 학교설립인가
- 2000년 3월 1일 : 6학급 인가, 초대 김용경 교장 부임
- 2000년 6월 1일 : 개교
- 2008년 12월 30일 : 다목적강당 증축
- 2010년 8월 20일 : 급식실 현대화
- 2015년 3월 1일 : 특수학급 1학급 인가
- 2017년 8월 30일 : 과학실 현대화
- 2018년 7월 20일 : 도서실 현대화
- 2019년 3월 1일 : 특수학급 2학급 인가
- 2024년 9월 1일 : 제11대 이종애 교장 부임
- 2024년 9월 19일 : 내진보강공사 완료
- 2025년 2월 3일 : 제23회 졸업식(졸업생 174명, 총6,187명)
- 2025년 2월 12일 : 다목적강당 바닥샌딩 및 배구금구 시공
- 2025년 3월 4일 : 입학식(163명)

## 참고 자료
- 엄사중학교 - 한국교육학술정보원 학교알리미